# Candy Hole
Candy Hole es una animación estadounidense creada por Brian Frisk a Mondo Mini Shows, cuenta la historia de Cat y Bunny un conejo y un gato que cayó en un agujero que conducía al mundo dulce.

## Personajes
Bunny
Es un conejito blanco que ama los dulces y es él quien siempre se mete en problemas.
Cat
Es un gato negro que también ama los dulces y sigue siempre a Bunny no importa si lo que hace este último es bueno o malo.

## Episodios
- 1-Candy is Good

Un gato persigue a un conejo por un agujero y juntos descubrir una tierra mágica de caramelos ... y aprender lecciones de vida.
- 2-Sugarplums of Wrath

Cat y Bunny reciben un tratamiento especial de The Sugarplum Fairy.
- 3-Chocodilly

Durante su visita a Candytown, Cat y Bunny se atascan en la alcantarilla de chocolate pegajosa asqueroso con alguien que piensa que son deliciosos.
- 4-Pie Piper

- 5-Share With Me

- 6-Skanky Skunk

Cita a ciegas del Bunny del Cat le gusta más de él. ¿Podría la nueva imagen de gatito es la culpa?
- 7-Jerkey Turkey